# Novo Jardim
Novo Jardim är en kommun i Brasilien.   Den ligger i delstaten Tocantins, i den centrala delen av landet, 500 km norr om huvudstaden Brasília. Antalet invånare är 2 457.
Omgivningarna runt Novo Jardim är huvudsakligen savann. Runt Novo Jardim är det mycket glesbefolkat, med 2 invånare per kvadratkilometer.